# Jieyang
Jieyang (cinese: 揭阳; pinyin: Jiēyáng) è una città con status di prefettura della provincia del Guangdong, nella Cina meridionale.

## Geografia antropica

### Suddivisioni amministrative
La prefettura di Jieyang è a sua volta divisa in 1 distretto, 1 città e 3 contee.
- il distretto di Rongcheng - 榕城区 Róngchéng Qū ;
- la città di Puning - 普宁市 Pǔníng Shì ;
- la Contea di Huilai - 惠来县 Huìlái Xiàn ;
- le Contea di Jiedong - 揭东县 Jiēdōng Xiàn ;
- le Contea di Jiexi - 揭西县 Jiēxī Xiàn.